# Frederick Weber (Fechter)
Frederick Regenia Weber (* 1. Dezember 1905 in Kalamazoo, Michigan; † 17. Februar 1994 in Lumber Bridge, North Carolina) war ein US-amerikanischer Moderner Fünfkämpfer und Fechter.

## Karriere
Frederick Weber begann 1925 in West Point mit dem Fechten, trainiert wurde er dabei von John Dimond. Weber nahm an den Olympischen Sommerspielen 1936 in Berlin teil. Er startete im Degenfechten  und im Modernen Fünfkampf, wo er den neunten Platz belegte.
Bei den ersten Panamerikanischen Spielen 1951 konnte er in den Mannschaftswettbewerben im Säbel und Degenfechten eine Gold-, respektive Silbermedaille gewinnen.